# Типи, Исмаил
Исмаил Типи (тур. Ismail Tipi, 3 января 1959, Измир — 3 февраля 2023, Оффенбах-ам-Майн) — немецкий политик (ХДС) и член парламента земли Гессен.

## Профессиональная карьера
Этнический турок по происхождению; Типи жил в Германии с 1972 года. К 1995 году он получил немецкое гражданство. Он работал журналистом в турецких и немецких СМИ, в том числе в турецкоязычной газете Hürriyet в качестве заместителя директора редакции Star TV в Европе и Offenbach-Post.

## Политика
Типи был членом ХДС с 1999 года. В 2006 году он был избран олдерменом в Хойзенштамме, в 2007 году депутатом совета от Оффенбаха. На выборах в земле Гессен в 2009 году он был кандидатом под номером 67 в списке Гессена и заместителем кандидата на 2-е место от Оффенбаха. После отставки Фолькера Хоффа из парламента земли Гессен он был переведён в парламент 9 февраля 2010 года. Он был первым этнически турецким политиком в Гессенском ХДС. Типи сохранил своё место на выборах в земле Гессен в 2013 году с прямым мандатом на втором месте для Оффенбаха с 46,1% голосов.
Типи назвал своими приоритетами внутреннюю безопасность, религиозный экстремизм, иммиграционную и интеграционную политику. С тех пор он сделал себе имя в борьбе с религиозным экстремизмом, прежде всего с салафизмом, по всей стране. Его политический настрой против радикальных салафитов уже привела к угрозам расправы в его адрес. Типи считает особенно опасной недавнюю вербовку салафитов в немецких школах.

## Личная жизнь
Типи был женат и имел дочь.
Типи был приверженцем ислама, но сказал, что вырос в светской семье. Он был привержен прекращению салафизма и параллельной исламской судебной системы в Германии. Он считал, что использование так называемых исламских магистратов препятствует успешной интеграции мусульман в Германии.